# Eleição presidencial do Brasil em Goiás em 2010
O primeiro turno da eleição presidencial brasileira de 2010 foi realizada em 3 de outubro, como parte das eleições gerais naquele país. Neste pleito, os cidadãos brasileiros aptos a votar escolheram o sucessor do atual presidente, Luiz Inácio Lula da Silva. Nenhum dos candidatos recebeu mais do que a metade dos votos válidos, e um segundo turno foi realizado em 31 de outubro. De acordo com a Constituição, o presidente é eleito diretamente pelo povo para um mandato de quatro anos, podendo ser reeleito uma vez. Lula não pode mais ser candidato, uma vez que foi eleito em 2002 e reeleito em 2006. Esta foi a primeira vez desde o pleito de 1989 – a primeira eleição direta para presidente desde 1960 –, em que ele não foi candidato a presidente.
Em Goiás, no segundo turno, José Serra venceu a disputa com 50,75% dos votos.[carece de fontes?] A vitória de Serra no estado, se deu devido ao fato de ele ter vencido na capital, em Goiânia Serra teve 57,5% dos votos, cerca de 99 mil votos a mais que Dilma.